# وهم التحكم
وهم التحكّم (بالإنجليزية: Illusion of Control)، هو ميل الناس إلى المبالغة في تقديرهم لقدراتهم على التحكّم بالأحداث؛ على سبيل المثال، يحدث الأمر عندما يشعر شخص ما بأنه متحكّم بنتائج لا يمكنه التأثير عليها بشكل واضح. تُعتبر عالمة النفس إيلين لانغر أوّل من أطلق تسميةً على هذا التأثير، إذ تكررت هذه التسمية لاحقًا في العديد من السياقات المختلفة. يسود الاعتقاد بقدرة الوهم على التأثير في سلوكيات المقامرة والإيمان بالظواهر الخارقة. يُعتبر وهم السيطرة واحدًا من الأوهام الإيجابية، جنبًا إلى جنب مع وهم التفوّق والانحياز إلى التفاؤل.
قد ينشأ الوهم نتيجةً لافتقار الناس إلى التبصّر الاستبطاني المباشر فيما إذا كانوا متحكّمين في الأحداث، الأمر الذي يُسمّى بالوهم الاستبطاني. عادةً ما يحكم الناس على درجة تحكّمهم بالأحداث من خلال عملية غير موثوقة غالبًا. نتيجةً لذلك، يرى الناس أنفسهم مسؤولين عن مجريات الأحداث عند وجود علاقة علّية ضعيفة أو غيابها. وُضع بعضٌ من طلّاب الجامعات في واقع افتراضي في إحدى الدراسات، وذلك بهدف علاج الخوف من المرتفعات باستخدام المصعد. شعر الطلّاب الذين قيل لهم بأنّهم متحكّمون بمجريات الأمور كما شعر الطلّاب الذين يتحكّمون بمجريات الأمور في المصعد فعليًا، على الرغم من أنّهم لا يتحكّمون بما يحدث على الإطلاق. أمّا الطلّاب الذين دُفعوا إلى الاعتقاد بأنّهم غير متحكّمين بمجريات الأمور، قالوا بأنهم شعروا بتحكّم لا يُذكر بما يحدث.
أكّد المنظّرون النفسيون باستمرار على أهمية تصوّرات التحكّم في مجريات أحداث الحياة. ولعلّ إحدى الحالات الأولى لهذا الأمر هي تصريح ألفرد أدلر بأنّ الناس يسعون جاهدين لتحقيق الكفاءة في حياتهم. اقترح هايدر لاحقًا امتلاك البشر لدافع قوي للتحّكم في بيئتهم، وافترض وايت مان وجود دافع كفاءة أساسي يُشبعه الناس عن طريق التحكّم. عدّل المنظّر في نظرية العزو وينر نظريته الأصلية حول دوافع الإنجاز لتشمل بعدًا تحكّميًا. وبعد ذلك، جادل كيلي بأنّ فشل الناس في تحديد ما هو غير متجانس قد يسفر عن عزو النتائج غير القابلة للتحكّم إلى أسباب شخصية. وبالاقتراب أكثر إلى يومنا هذا، جادل كلّ من تايلور وبراون بأنّ الأوهام الإيجابية تعزّز الصحّة العقلية، بما في ذلك وهم التحكّم.
يسود الوهم في المواقف المألوفة وفي المواقف التي يعرف فيها الشخص النتيجة المرجوة مُسبقًا. يُمكن للارتجاع المؤكّد على النجاح بدلًا من الفشل أن يزيد من التأثير، بينما يُمكن للارتجاع المؤكّد على الفشل أن يقلل أو يعكس التأثير. يضعف تأثير الوهم بالنسبة للأفراد المصابين بالاكتئاب، بينما يُصبح أكثر قوّةً لدى الأفراد الذين يمتلكون حاجةً عاطفيةً للتحكّم بالنتائج. يُعزّز هذا الوهم من خلال المواقف العصيبة والتنافسية، بما في ذلك التداول المالي. يميل الناس إلى المبالغة في تقديرهم لتحكّمهم في المواقف المعتمدة على الصدفة بشكل كبير، لكنّهم يميلون إلى الاستهانة بقدرتهم على التحكّم في المواقف المعتمدة على تحكّمهم بالفعل؛ الأمر الذي يتعارض مع بعض نظريات الوهم وتكيّفاته. أظهر الناس مستويات أعلى من وهم التحكّم عند السماح لهم بالتعرّف على مهمّة ما من خلال التجارب العملية، وعندما يتّخذون قرارتهم قبل بداية هذا الحدث (مثل رمي النرد)، وعند السماح لهم باتّخاذ قراراتهم بدلًا من اتّخاذها عنهم بنفس الاحتمالات. غالبًا ما يميل الناس إلى إظهار مستوى أعلى من التحكّم عندما يمتلكون إجابات أكثر في البداية مقارنةً بالنهاية، حتّى وإن كان عدد الإجابات الصحيحة هو ذاته.

## بموجب التوكيل
يحاول الناس أحيانًا التحكّم من خلال نقل المسؤولية إلى الآخرين الأكثر قدرةً أو «الأكثر حظًّا» ليتصرّفوا بدلًا منهم. يمكن النظر إلى الامر بوصفه وسيلةً مثاليةً لتحقيق أقصى قدر من النتائج، وذلك بسبب فقدان التحكّم المباشر. يمثّل وهم التحكّم بموجب التوكيل امتدادًا نظريًا مهمًّا لنموذج وهم التحكّم التقليدي. سيتخلّى الناس عن التحكّم بكل تأكيد عند امتلاك شخص آخر لمعرفة أكبر أو مهارة أفضل في المجالات المتطلّبة للمهارات الفعلية والمعرفية مثل الطب. وفي مثل هذه الحالات، يصبح من المنطقي تمامًا التخلّي عن المسؤولية لأشخاص مثل الأطباء. ومع ذلك، عندما يكون الأمر متعلّقًا بالأحداث المعتمدة على الصدفة البحتة، يصبح سماح الشخص للآخرين باتّخاذ القرارات (أو المقامرة) نيابةً عنه نظرًا لامتلاكهم لحظّ أفضل أمرًا غير عقلاني ومتعارض مع رغبة الناس المدعومة بالوثائق في التحكّم بالمواقف غير القابلة للتحكّم. ومع ذلك، يبدو اعتبار الأمر معقولًا نظرًا لاعتقاد الناس عمومًا بامتلاكهم للحظ واستخدامه للاستفادة من ألعاب الحظ، إذ لا يبدو اعتبار بعض الأشخاص محظوظين أو قادرين على التحكّم بالأحداث غير القابلة للتحكّم أمرًا مستبعدًا.
وفي إحدى الحالات، حدّد فريق لليانصيب في شركة ما من يختار الأرقام ويشتري التذاكر بناءً على فوز وخسارة كل عضو. يصبح العضو ذو السجل الأفضل الممثّل إلى أن يتراكم عدد معيّن من الخسائر، ومن ثمّ يجري اختيار ممثّل جديد بناءً على الفوز والخسارة. سيبقى الأعضاء راغبين بوجود شخص أكثر حظًّا للتحكّم في زمام الأمور، على الرغم من عدم وجود شخص أفضل من البقية بشكل حقيقي بسبب ارتباط كل هذه العملية بالصدفة.
وفي مثال واقعي آخر في نهايات بطولة الهوكي للرجال والسيّدات لدورة الألعاب الأولمبية لعام 2002، فاز فريق كندا على فريق الولايات المتّحدة الأمريكية، لكن قيل لاحقًا بأن الفوز كان نتيجة الحظ الذي تركته عملة معدنية كندية وُضعت سرًّا تحت الجليد قبل بدء المباراة. لم يعلم أحد بوجود هذه العملة سوى أعضاء الفريق الكندي. وُضعت هذه العملة في قاعة مشاهير الهوكي لاحقًا، إذ جهّزوا لافتتاح كي يتمكّن الناس من لمسها. اعتقد الناس بأنهم قادرون على نقل الحظ من العملة لأنفسهم عن طريق لمسها، وبالتالي سيتمكّنون من تغيير حظّهم.

## البرهان
يُبرهن على وهم التحكّم من خلال ثلاثة مسارات متلاقية من الأدلّة: 1) التجارب المختبرية، 2) السلوك المُلاحظ في ألعاب الحظ المألوفة مثل اليانصيب، 3) التقارير الذاتية للسلوك الواقعي.
يتضمّن أحد أنواع البراهين المختبرية اثنين من الأضواء الموسومة بـ «نقطة» و«لا نقطة». ينبغي على الخاضعين للدراسة التحكّم بإضاءتها. يستطيع الخاضع للدراسة الضغط على واحد من زرّين في أحد إصدارات هذه التجربة، بينما يستطيع الخاضع للدراسة الضغط على زرّ واحد أو عدم ضغطه في إصدار آخر من هذه التجربة. أظهر الخاضعون للدراسة مستويات مختلفة أو معدومة من التحكّم في الأضواء، وذلك اعتمادًا على نوعية الاتصال بين الأزرار. أوضح القائمون على التجربة أنه قد لا يوجد أي علاقة بين تصرفات الخاضعين للدارسة والأضواء. قدّر الخاضعون للدراسة مستويات التحكّم الخاصة بهم على الأضواء، لكن لم تمتّ تقديرات مستويات التحكّم هذه بأي صلة لمستويات التحكّم الحقيقية، وارتبطت بمدى تواتر إضاءة ضوء «نقطة». ذكر الخاضعون للدراسة بلهجة واثقة أنهم تحكّموا إلى حد ما في الأضواء، حتّى عندما لم تُحدث خياراتهم فرقًا على الإطلاق.
أظهرت أبحاث إيلين لانغر ميل الناس للتصرّف وكأنهم قادرين على التحكّم في المواقف المعتمدة على الصدفة، حيث كانت «عوامل المهارة» موجودة. قصدت لانغر بعوامل المهارة خصائص الموقف المرتبطة بشكل طبيعي بممارسة المهارة، ولا سيما ممارسة الاختيار والمنافسة والإلمام بالحوافز والمشاركة في صنع القرارات. يمكن التعرّف على أحد الأشكال البسيطة لهذا التأثير في الكازينوهات: عندما يتدحرج النرد في لعبة الكرابس، يميل الناس إلى رمي النرد بقوّة أكبر عند حاجتهم لأرقام أعلى وبقوّة أقل عند حاجتهم لأرقام أدنى.
وفي تجربة أخرى، وجب على الخاضعين للدراسة تنبؤ ثلاثين نتيجة من نتائج رمي العملة. جرى التلاعب في الارتجاع ليكون كل خاضع للدراسة على حقّ في نصف النتائج، لكن كان هناك اختلاف بين المجموعات فيما يتعلّق بحيثيات «الإصابة» الخاصة بهم. قيل لبعض منهم أن تخميناتهم الأولى كانت دقيقة، بينما قيل للبعض الأخر أن نجاحاتهم في التخمين موزّعة بالتساوي على مدار التجارب الثلاثين. بعد ذلك، أُجريت دراسة استقصائية حول أدائهم. بالغ الخاضعون للدراسة ممّن حققوا نتائج «ناجحة» في البداية في تقدير إجمالي نجاحاتهم، إذ كان سقف توقعاتهم أعلى فيما يتعلّق بكيفية أدائهم في ألعاب التخمين المستقبلية. تشبه هذه النتيجة التأثير الأولي غير المنطقي الذي يدفع الأشخاص إلى إعطاء أهمية أكبر للمعلومات التي تحدث في بداية سلسلة ما. اعتقد 40% من الخاضعين للدراسة أن أداءهم في هذه المهمّة المعتمدة على الصدفة سيتحسّن مع الممارسة، بينما قال 25% منهم أن تشتيت انتباههم يضعف من أدائهم.